# Saint-Pierre-de-Mésage
Saint-Pierre-de-Mésage é uma comuna francesa na região administrativa de Auvérnia-Ródano-Alpes, no departamento de Isère.